# Platyarthrus mesasiaticus
Platyarthrus mesasiaticus är en kräftdjursart som beskrevs av Borutzkii1976. Platyarthrus mesasiaticus ingår i släktet Platyarthrus och familjen myrbogråsuggor. Inga underarter finns listade i Catalogue of Life.